# 弗兰克·刘易斯
弗兰克·刘易斯（英語：Frank Lewis，1912年12月6日—1998年8月16日），美国男子摔跤运动员。他曾代表美国参加1936年夏季奥林匹克运动会摔跤比赛，获得男子自由式次中量级金牌。